# Час для роздумів
«Час для роздумів» (рос. «Время для размышлений») — радянський телефільм, знятий режисером Сергієм Ашкеназі у 1982 році на Одеській кіностудії.

## Сюжет
Аля і Ігор збираються одружитися. Для кожного з них це вже не перший шлюб. Аля ображена на колишнього чоловіка Андрія, який постійно зайнятий наукою і байдужий до побутових проблем. Їй здається, що разом зі своїми батьками, Андрій хоче відібрати у неї сина Сергія, не помічаючи в своєму гніві, що несправедлива до близьких, а дитина страждає від цього. Але Аля не хоче сварок з Андрієм, оскільки скоро день народження Сергія. Ігор в усьому намагається підтримати свою кохану. На дні народження Сергій читає віршик про сім'ю, який він склав сам. Сам хлопчик опиняється між двох вогнів, бо Ігор йому сподобався, але сам він весь час думав про батька. Аля ласкаво переконує сина, що тато його любить.

## У ролях
- Віра Алентова —  Аля
- Володимир Меньшов —  Ігор
- Юрій Богатирьов —  Андрій, колишній чоловік Алі
- Ніна Шацька —  Олена, подруга Алі
- Євгенія Ханаєва —  Ірина Михайлівна, мати Алі
- Лідія Савченко —  Тома, сусідка Алі
- Петро Щербаков —  Микола Іванович, нинішній чоловік колишньої дружини Ігоря
- Теймураз Золоєв — міліціонер
- Зінаїда Дехтярьова —  Серафима Лаврентіївна, мати Андрія
- Катерина Валюжинич —  Валерія, дочка Ігоря
- Олександр Забєлін —  Сергій, син Алі і Андрія
- Наталія Дубровська —  Люся

## Знімальна група
- Автор сценарію: Тетяна Калецька
- Режисер-постановник: Сергій Ашкеназі
- Оператори-постановники: Світлана Зінов'єва, Віктор Кабаченко
- Художник-постановник: Михайло Безчастнов
- Композитор:  Борис Фрумкін
- Звукооператор: Е. Едемська
- Режисер: Надія Безсокирна
- Режисер монтажу: Віра Бейліс
- Художник по гриму: Л. Анісімова
- Художник по костюмах: Л. Крошечкіна
- Художник-декоратор: І. Бриль
- Редактор: А. Аксьонова
- Директор картини: Олена Новікова